# Busta Flex (album)
Pour les articles homonymes, voir Busta et Flex.
Albums de Busta Flex
Sexe, violence, rap et flooze
(2000)
Busta Flex est le premier album du rappeur Busta Flex, sorti le 3 février 1998.

## Conception
En 1997, Busta Flex, âgé de 19 ans, qui s'était alors éloigné de La sauce production rencontre par hasard Kool Shen à Sony Music. Le rappeur du groupe mythique Suprême NTM l'ayant déjà vu sur scène auparavant lui propose de le produire et de réaliser un premier album. Busta Flex accepte sans hésiter et ainsi, les deux rappeurs commencent à bosser ensemble sur cet album. Après des mois de travail intensif, le cd est achevé à la fin de l'année pour sortir le 3 février 1998. Produit également par Madizm avec l'humoristique What Can I Do ? et le triste Majeur, Sully Sefil avec le mélancolique Ma force, DJ Spank et JoeyStarr avec le détonant Yeah Yeah Yo, John Boya avec le sombre Ça se dégrade, Carlos Bess avec une nouvelle version plus mélodieuse de Kick avec mes Nike, DJ Mars avec le chagrinant Esprit Mafieux, Sulee B Wax avec le douloureux Pourquoi ?, Zoxea avec le fameux J'fais mon job à plein temps et le puissant 1 pour la basse ainsi que Busta Flex lui-même pour l' Intro, l' Outro et l'explosif Freestyle session, l'album est finalement très réussi. À noter la présence du morceau Le zedou, produit par Lone qui était déjà sorti un an auparavant sur la compile L 432 mais légèrement modifié, dont les scratchs du refrain.

## Écriture
Sur cet album, à seulement 20 ans, Busta Flex se démarque des autres en usant de son talent à composer des rimes riches et à fournir des phases alimentées par un flow très dynamique sur des tons assez poussés à la Redman, le tout en grande partie acquis grâce à ses qualités impressionnantes d'improvisateur et à sa passion pour le rap américain. Cela donne alors des sons tels que l'éclatant Yeah Yeah Yo ambiancé par Kool Shen, la redoutable connexion avec Zoxea pour 1 pour la basse ou encore Freestyle session avec comme invités de prestige les deux rappeurs du Suprême NTM ainsi qu'une seconde livraison lyricale de Zoxea.
Cependant, s'il est un maître dans la forme, il ne s'agissait pas de faire un album entièrement constitué d'égotrips ou de sons à thème plus censés dérivant dans le genre. C'est là que Kool Shen intervient pour aider le jeune homme à bien faire ressortir le fond quand il le faut, sans que la forme ne l'engloutisse totalement. La magie opère donnant ainsi des titres comme Ma force, morceau où Busta explique les quelques soucis qu'il a eu "à cause" de la musique, Ça se dégrade où il dénonce les problèmes de la vie en France notamment orchestrés par l'Etat et en prenant également parti pour la jeunesse, Majeur où il se met dans la peau d'un jeune de cité venant d'avoir 18 ans qui, maintenant adulte, se croit tout permis, Esprit mafieux avec Oxmo Puccino, dans lequel les deux protagonistes se livrent et livrent leur vision du côté sombre de la vie tandis que J-Mi Sissoko ajoute de l'émotion au son sur le refrain, ou encore le célèbre Pourquoi, considéré comme l'un des plus gros classiques du rappeur, dans lequel ce dernier se demande "pourquoi l'argent et le pouvoir, rendent les amis dangereux" et dans lequel il raconte la malheureuse histoire qu'il a vécu le 20 mars 1997. S'ajoute à cela What can i do ?, Storytelling axé sur l'humour où Busta Flex y décrit une journée de travail fictive dans une boîte, une réédition du son Kick avec mes Nike dont l'original est présent sur son maxi du même nom sorti en 1996, la présence du son Le zedou où il se met dans la peau d'un dealer en comparant son disque qui était initialement prévu à douze titres à douze grammes de drogue, et enfin le gros single, classique et morceau le plus connu de l'artiste: J'fais mon job à plein temps, à la fois égotrip, Storytelling et une description de lui-même. Le tout étant délimité par un beat faisant presque office d'hymne pour l'artiste sur lequel il s'impose brutalement dans l' Intro, et où il laisse la place à DJ Goldfingers pour des scratchs dans l' Outro.
L'album est donc globalement un réceptacle de morceaux sincères entrecoupés d'égotrips déchaînés et de quelques sons plus légers, donnant alors une bonne énergie et ambiance générale, et attribuant au rappeur par la même occasion la réputation d'être l'un des meilleurs rappeurs français. Une version collector en édition limitée de cet album est sortie sur laquelle un live de 1 pour la basse réalisé à Rennes le 9 juin 1998 est présent en tant que titre bonus.

## Succès
L'album Busta Flex rencontre un grand succès à la fois critique et commercial. Grâce à une assez grande promotion avec des freestyles radio, des interviews et surtout les tournées nationales 93 Party et NTM Tour 98 du Suprême NTM dans lesquelles il effectue leur première partie, l'album se vend bien et devient disque d'or une fois le seuil des 100 000 exemplaires atteint, soit un an après sa sortie.

## Liste des titres
Informations sur les samples proviennent du site du-bruit.com
| #  | Titre                           | Perf                                                   | Producteur(s)         | Samples                                                                              |
| -- | ------------------------------- | ------------------------------------------------------ | --------------------- | ------------------------------------------------------------------------------------ |
| 1  | Intro                           | Busta Flex                                             | Busta Flex            | - Carl Johnson "Gargoyle's theme"                                                    |
| 2  | J'fais mon job à plein temps    | Busta Flex, Kool Shen                                  | Zoxeakopat            | - The Dells "All Your Goodies Are Gone"                                              |
| 3  | Ma force                        | Busta Flex                                             | Sully Sefil           | - Barry Manilow "Ready to Take a Chance Again" - A+ feat. Q-Tip "Me & My Microphone" |
| 4  | Yeah Yeah Yo                    | Busta Flex, Kool Shen                                  | DJ Spank et JoeyStarr |                                                                                      |
| 5  | What can I do ?                 | Busta Flex                                             | Madizm                | - Gwen McCrae "90% Of Me Is You" - Hamilton Bohannon "Singing a Song For My Mother"  |
| 6  | Ça se dégrade                   | Busta Flex                                             | John Boya             |                                                                                      |
| 7  | Majeur                          | Busta Flex                                             | Madizm                | - Ennio Morricone "L'inseguimento"                                                   |
| 8  | 1 pour la basse                 | Busta Flex, Zoxea                                      | Zoxeakopat            |                                                                                      |
| 9  | Kick avec mes Nike              | Busta Flex, Kool Shen                                  | Carlos Bess           | - Prince "Jughead", - S.O.U.L. "To Mend A Broken Heart"                              |
| 10 | Esprit mafieux                  | Busta Flex, Oxmo Puccino, J-Mi Sissoko                 | DJ Mars               | - Saint-Preux "Aria de Syrna"                                                        |
| 11 | Pourquoi ?                      | Busta Flex                                             | Sulee B Wax           | - Michael Masser "Ali's Theme"                                                       |
| 12 | Le zedou                        | Busta Flex                                             | Lone                  | - Jacques Brel "Les bourgeois" - Soul 2 Soul "Fairplay"                              |
| 13 | Freestyle session               | Busta Flex, NTM, Zoxea                                 | Busta Flex            | - Lee Erwin "Thief of Bagdad"                                                        |
| 14 | Outro                           | DJ Goldfingers                                         | Busta Flex            | - Carl Johnson "Gargoyle's theme" - Lunatic "Les vrais savent"                       |
| 15 | 1 pour la basse (live à Rennes) | Busta Flex, Lord Kossity, JoeyStarr Zoxea, Sully Sefil | Zoxeakopat            | Titre bonus                                                                          |

## Singles
J'fais mon job à plein temps
- Sortie: 1997
- Face B : Yeah Yeah Yo

Pourquoi ?
- Sortie: 1998
- Face B : Place à l'artiste

## Clips
- J'fais mon job à plein temps
- Pourquoi ?
- Place à l'artiste (morceau présent en face B du maxi Pourquoi ?)